# The 13 Ghosts of Scooby-Doo
The 13 Ghosts of Scooby-Doo is een Amerikaanse animatieserie, en de zevende incarnatie van de Hanna-Barbera-productie Scooby-Doo. De serie ging in première op 7 september 1985, en liep een seizoen van 13 afleveringen op ABC.

## Overzicht
13 Ghosts werd grotendeels geproduceerd om mee te liften op het succes van de film Ghostbusters. De plot van de serie draaide dan ook om echte spoken in plaats van verklede mensen.
Daphne en Shaggy ondergingen een make-over om ze beter aan te laten sluiten bij de jaren 80 stijl. Ook Scooby-Doo en Scrappy-Doo waren weer van de partij in deze serie. Fred en Velma kwamen niet voor in de serie. Hun plaatsen in het team werden ingenomen door twee nieuwkomers: de jonge Chinees Flim-Flam en de warlock mentor Vincent Van Ghoul, een parodie op Vincent Price.
The 13 Ghosts of Scooby-Doo was de laatste serie waarin Heather North Kenney de stem van Daphne deed. Tevens was het de laatste Scooby-Doo serie waarin Scrappy-Doo meespeelde.
De show was een tijd lang de laatste Scooby-Doo serie die werd gemaakt. In maart 1986 zette ABC alle Scooby-Doo series stop.

## Inhoud
In tegenstelling tot vorige series had “13 Ghosts” een rode draad die alle afleveringen verbond. In de eerste aflevering liet Scooby per ongeluk 13 van de gevaarlijkste geesten en monsters ooit vrij uit een kist. In de rest van de serie moest het team ze een voor een weer zien te vangen en opsluiten.
De show bevatte veel zelf-parodie, grappen die de vierde wand braken, en situaties uit typische Looney Tunes filmpjes.

## Afleveringen
| #    | Titel                                 | Uitzenddatum VS    |
| ---- | ------------------------------------- | ------------------ |
| 1.1  | "To All the Ghouls I've Loved Before" | 7 september, 1985  |
| 1.2  | "Scoobra Kadoobra"                    | 14 september, 1985 |
| 1.3  | "Me and My Shadow Demon"              | 21 september, 1985 |
| 1.4  | "Reflections in a Ghoulish Eye"       | 28 september, 1985 |
| 1.5  | "That's Monstertainment"              | 5 oktober, 1985    |
| 1.6  | "Ship of Ghouls"                      | 12 oktober, 1985   |
| 1.7  | "A Spooky Little Ghoul Like You"      | 19 oktober, 1985   |
| 1.8  | "When You Witch Upon a Star"          | 26 oktober, 1985   |
| 1.9  | "It's a Wonderful Scoob"              | 2 november, 1985   |
| 1.10 | "Scooby in Kwackyland"                | 9 november, 1985   |
| 1.11 | "Coast to Ghost"                      | 16 november, 1985  |
| 1.12 | "The Ghouliest Show on Earth"         | 23 november, 1985  |
| 1.13 | "Horror-Scope Scoob"                  | 7 december, 1985   |

## Stemmen
- Don Messick – Scooby-Doo / Scrappy-Doo
- Casey Kasem – Shaggy
- Heather North – Daphne
- Susan Blu – Flim-Flam
- Vincent Price – Vincent Van Ghoul